# Eduardo Strauch Urioste
Eduardo Strauch Urioste   (Montevideo, 13 d'agost de 1947) és un arquitecte i pintor uruguaià. Va ser un dels supervivents de l'accident aeri de 1972 als Andes. Va cursar els seus estudis al col·legi Stella Maris, al barri de Carrasco. Va ser jugador i cofundador de l'equip uruguaià de rugbi Old Christians Club.